# Rafał Leśkiewicz
Rafał Leśkiewicz (ur. 1977) – polski historyk, menedżer, naukowiec, publicysta, od 2025 podsekretarz stanu w Kancelarii Prezydenta RP i rzecznik prasowy prezydenta.
Dyrektor Biura Udostępniania i Archiwizacji Dokumentów IPN (2010–2016) oraz Centralnego Ośrodka Informatyki (2016). W latach 2021–2025 rzecznik prasowy IPN i dyrektor Biura Rzecznika Prasowego IPN.

## Życiorys
Absolwent historii o specjalności archiwistyka komputerowa na Uniwersytecie Warmińsko-Mazurskim w Olsztynie. W 2008 uzyskał stopień doktora nauk humanistycznych. Ukończył podyplomowe studia zarządzania gospodarką jednostek samorządu terytorialnego i państwowych podmiotów publicznych na Uniwersytecie Ekonomicznym w Poznaniu (2004). Jest również absolwentem podyplomowych studiów managerskich Przywództwo 2.0 w Szkole Głównej Handlowej w Warszawie (2016) oraz podyplomowych studiów Zarządzanie IT w administracji publicznej na Politechnice Warszawskiej (2018).
Od 2006 pełni funkcje kierownicze w Instytucie Pamięci Narodowej. W latach 2006–2007 naczelnik Oddziałowego Biura Udostępniania i Archiwizacji Dokumentów w Poznaniu, następnie do 2010 zastępca dyrektora Biura Udostępniania i Archiwizacji Dokumentów w Warszawie. W latach 2010–2016 piastował stanowisko dyrektora Biura Udostępniania i Archiwizacji Dokumentów IPN. Uczestniczył we wdrażaniu wielu projektów informatycznych. Autor pierwszej koncepcji informatyzacji archiwum Instytutu Pamięci Narodowej. W latach 2012–2014 nadzorował i angażował się we wdrażanie największego w Polsce projektu cyfryzacji archiwum dokumentów znajdujących się w IPN, funkcjonującego pod nazwą Cyfrowe Archiwum.
1 czerwca 2016 został powołany na dyrektora Centralnego Ośrodka Informatyki, instytucji gospodarki budżetowej podległej Ministerstwu Cyfryzacji. Złożył na ręce minister Anny Streżyńskiej rezygnację z pełnionej funkcji 31 sierpnia tego samego roku, została ona uzasadniona względami osobistymi. Następnie zatrudniony na stanowisku eksperta w Ministerstwie Cyfryzacji. Uczestniczył m.in. w realizacji projektu CEPIK 2.0 (Centralna Ewidencja Pojazdów i Kierowców). W latach 2018–2024 członek zespołu realizującego projekt KRONIK@ (Krajowe Repozytorium Obiektów Nauki i Kultury). W związku z likwidacją Ministerstwa Cyfryzacji w 2020, zatrudniony na stanowisku eksperta w Kancelarii Prezesa Rady Ministrów. Do Ministerstwa Cyfryzacji w roli eksperta powrócił w 2023. Współpracę z Ministerstwem zakończył w grudniu 2024.
Jesienią 2016 objął stanowisko zastępcy dyrektora Biura Badań Historycznych IPN, a następnie dyrektora Biura Informatyki (2017–2019). Od czerwca 2019 do 31 sierpnia 2021 pełnił funkcję zastępcy dyrektora BBH. 1 czerwca 2019 prezes IPN powierzył mu ponadto funkcję pełnomocnika ds. prowadzenia badań nad terrorem okupacyjnym na ziemiach polskich w latach 1939–1945. 30 sierpnia 2021 został powołany przez prezesa IPN Karola Nawrockiego na stanowisko rzecznika prasowego IPN, a następnie objął funkcję dyrektora Biura Rzecznika Prasowego. 
Jest redaktorem naczelnym portalu popularnonaukowego IPN przystanekhistoria.pl, za którego powstanie odpowiadał.
Posiadacz kilku międzynarodowych certyfikatów zawodowych tj. PRINCE2, MSP, MoR, ITIL, Scrum Master, UX-PM Level 1-3. 
Autor, współautor i redaktor blisko 200 publikacji naukowych, popularnonaukowych i publicystycznych z zakresu historii najnowszej Polski, archiwistyki, historii służb specjalnych i informatyki. Uczestnik kilkudziesięciu konferencji naukowych w kraju i za granicą. Komentator historycznych wydarzeń rocznicowych w programach radiowych i telewizyjnych. Publikował m.in. w Wszystko Co Najważniejsze, Gazecie na Niedzielę, Głosie Wielkopolskim, Rzeczpospolitej, w Sieci Historii, Do Rzeczy Historia, Naszym Dzienniku, Niezależnej Gazecie Polskiej, a także w Dziejach Najnowszych, Przeglądzie Archiwalnym IPN, Pamięci i Sprawiedliwości oraz Aparacie Represji w Polsce ludowej 1944–1989.
Przewodniczący (w latach 2010–2016) i członek polsko-ukraińskiej grupy roboczej historyków oraz archiwistów pracujących w ramach serii wydawniczej Polska i Ukraina w latach 30. i 40. XX wieku. Nieznane dokumenty z archiwów służb specjalnych, członek polsko-rumuńskiej grupy roboczej historyków i archiwistów; ponadto twórca polsko-litewskiej i polsko-gruzińskiej grupy historyków i archiwistów wydających dokumenty źródłowe z archiwów komunistycznych organów bezpieczeństwa. Członek redakcji „Przeglądu Archiwalnego IPN”. Współtwórca serii wydawniczej „Symposia Archivistica”. 
Miłośnik nowych technologii, propagator humanistyki cyfrowej. Pasjonat koszykówki i sportów wodnych.
Na początku czerwca 2025 po wygranych wyborach Karol Nawrocki zapowiedział powołanie Rafała Leśkiewicza na stanowisko rzecznika prasowego Prezydenta RP. W sierpniu tego samego roku został powołany na stanowisko podsekretarza stanu w Kancelarii Prezydenta RP.
Współorganizator inicjatyw lokalnych, takich jak Pomnik Kobiet Solidarności.

## Ordery i odznaczenia
- Złoty Krzyż Zasługi (2015)[16]
- Brązowy Krzyż Zasługi (2009)
- Medal Stulecia Odzyskania Niepodległości (2020)

## Wybrane publikacje
Autor publikacji z zakresu historii, archiwistyki i informatyki:

### Książki
- Документи комуністичніx спецслужб у Європі, red. R. Leśkiewicz, P. Zacek, Kijów 2016.
- Skazani na karę śmierci przez Wojskowy Sąd Rejonowy w Poznaniu 1946–1955, red. R. Leśkiewicz i W. Handke, Poznań 2006.
- Z archiwum Oddziału Instytutu Pamięci Narodowej w Poznaniu. Studia nad zasobem, red. R. Kościański, R. Leśkiewicz, Warszawa – Poznań 2008
- Informator o zasobie archiwalnym Instytutu Pamięci Narodowej. Stan na dzień 31 grudnia 2008 r., Jerzy Bednarek, Rafał Leśkiewicz (red.), Warszawa 2009.
- Wojskowy Sąd Rejonowy w Poznaniu (1946-1955). Organizacja, funkcjonowanie, procesy archiwotwórcze, Warszawa – Poznań 2009.
- Wartość naukowa i stan opracowania zasobu archiwalnego Instytutu Pamięci Narodowej, Rafał Kościański, Rafał Leśkiewicz (red.), Poznań – Warszawa 2010.
- Handbook of the European Network of Official Authorities of the Secret – Police Files, R. Leśkiewicz, P. Žáček (red.), Prague 2013.
- Polscy uchodźcy w Rumunii 1939–1947. Dokumenty z Narodowych Archiwów Rumunii, Warszawa – Bukareszt 2013 (członek komitetu redakcyjnego i jeden z redaktorów naukowych – wydawnictwo dwujęzyczne polsko-rumuńskie), cz. 1 i 2.
- Historyczno-prawna analiza struktur organów bezpieczeństwa państwa w Polsce Ludowej (1944–1990). Zbiór studiów, A. Jusupović, R. Leśkiewicz (red.), Warszawa 2013.
- Aparat bezpieczeństwa wobec żołnierzy Korpusu Ochrony Pogranicza i funkcjonariuszy Straży Granicznej, wstęp P. Skubisz, wybór dokumentów i opracowanie: zespół, Warszawa 2013, s. 395 + wkładka ilustracyjna [członek komitetu redakcyjnego wraz z K. Gawędą, M. Hakielem, M. Majewskim i Z. Nawrockim,
- Zasada strukturalna jako podstawa opisu archiwaliów w zintegrowanych systemach informacji archiwalnej, red. R. Leśkiewicz, A. Żeglińska, Warszawa 2015.
- Armia Krajowa w dokumentach 1939 – 1945, t. I, cz. I i II, wrzesień 1939 – czerwiec 1941, wydanie II (poprawione i uzupełnione), Warszawa 2015, członek zespołu redakcyjnego wraz z dr. Andrzejem Suchcitzem, Krzysztofem Bożejewiczem, Heide Pirwitz – Bujnowską, dr. Krzysztofem Stolińskim, dr hab. Waldemarem Grabowskim.
- Komputeryzacja i digitalizacja w archiwach, red. R. Leśkiewicz, A. Żeglińska, Warszawa 2016,
- Archiwa, Historia, Pamięć. Bilans 15 lat działalności archiwalnej Instytutu Pamięci Narodowej, red. J. Bednarek, R. Leśkiewicz, P. Perzyna, Łódź – Warszawa 2018, ss. 508 + wkładka ilustracyjna,
- North Korean Archives Project. Documentation on DPRK in the European Network of Official Authorities in Charge of the Secret Police Files - Archives from the Institute of National Remembrance in Poland, ed. Joanna Hosaniak, Rafał Leśkiewicz, Seoul 2018,
- Armia Krajowa w dokumentach 1939 – 1945, t. II, cz. I i II, czerwiec 1941 – kwiecień 1943, wydanie II (poprawione i uzupełnione), Warszawa 2019, członek zespołu redakcyjnego wraz z dr. Andrzejem Suchcitzem, Krzysztofem Bożejewiczem, Heide Pirwitz – Bujnowską, dr. Krzysztofem Stolińskim, dr hab. Waldemarem Grabowskim.

### Artykuły
- „Zasady proweniencji i pertynencji terytorialnej w archiwach Instytutu Pamięci Narodowej na przykładzie poznańskiego Oddziału IPN”, [w:] W kręgu teczek. Z badań nad zasobem i funkcjami archiwum Instytutu Pamięci Narodowej, p. red. J. Bednarka i P. Perzyny, Łódź 2006, s. 45 – 61[ukazało się w 2007 r.]
- „Znaczenie dokumentów aparatu represji PRL w badaniach historycznych”, „Kronika 10 lat IPN, red. D. Koczwańska-Kalita, Warszawa 2010,
- „Odbieranie przywilejów funkcjonariuszom komunistycznej bezpieki w wolnej Polsce” (aspekty historyczno-prawne) Aparat Represji w Polsce Ludowej 1944–1989, 2011, nr 8 – 9, [wspólnie z Renatą Soszyńską]
- Implementation of the policy of open access to the documentation of communist security authorities vs. protection of sensitive information, [w:] XXIV Konferencja Europejskiej Rady Archiwistów Narodowych, red. B. Berska, Warszawa 2012, s. 166–191.
- Inwentarz archiwalny IPN w sieci, „Pamięć.pl”, nr 1(10)/2013, [wspólnie z Andrzejem Pieczunką]
  - Odznaczenie za „Solidarność”, „Rzeczpospolita” 13 VIII 2013, nr 188,
- Źródła do historii polskiego kontrwywiadu w zasobie archiwalnym Instytutu Pamięci Narodowej, [w:] Kontrwywiad II RP (1914) 1918-1945 (1948), t. 1, red. Z. Nawrocki, Warszawa 2013, s. 347–356.
- Tęsknota za cenzurą, „Rzeczpospolita” 13 II 2014 r.,
- Od reglamentacji do powszechnego dostępu. Ewolucja zasad udostępniania dokumentów komunistycznych organów bezpieczeństwa państwa, [w:] The documentation of Communist Security Authorities. Materials of the international conference Warsaw 4 – 5 October 2012, ed. W. Stępniak, Warszawa 2014,
- Zarządzanie archiwami komunistycznych służb specjalnych, [w:] Z uczniami, kolegami i przyjaciółmi w świecie nauki. Prace dedykowane Profesorowi Bohdanowi Ryszewskiemu w 80. rocznicę urodzin, red. W. Chorążyczewski i A. Żeglińska, Olsztyn 2014,
- Represje wobec funkcjonariuszy kontrwywiadu II RP stosowane przez komunistyczne organy bezpieczeństwa państwa, [w:] Kontrwywiad II RP (1914) 1918 – 1945 (1948), t. 2, red. Zbigniew Nawrocki, Warszawa 2014,
- „Rafał Leśkiewicz: W walce o wolność każdy był ważny”, Rzeczpospolita nr 288, 12.12.2014
- Elektroniczny system udostępniania dokumentów z zasobu Instytutu Pamięci Narodowej, [w:] Electronic records and access to archive resources via Internet. Materials of the International Conference, Warsaw 22 – 23 May 2013, ed. Anna Laszuk, Warsaw 2015,
- Formalno-prawne aspekty powstania Urzędu Ochrony Państwa, [w:] Urząd Ochrony Państwa 1990 – 2002, ABW, Warszawa 2015, s. 52–85.
- Jak powstawał UOP?, „w Sieci Historii”, nr 6 czerwca 2015,
- Religijność wsi warmińskiej w nowożytności, „w Sieci Historii”, nr 7 lipca 2015,
- Znak pamięci, „Rzeczpospolita” nr 202, 31 VIII 2015 r.,
- Teczki specjalnej troski, „Rzeczpospolita”, nr 254, 30 X 2015 r.,
- Archiwum historii narodowej, „Biuletyn IPN” – Pamięć.pl, nr 11 (44)/2015,
- Online czy offline? Problemy udostępniania zasobu w archiwalnych systemach informacyjnych, [w:] Komputeryzacja i digitalizacja w archiwach, R. Leśkiewicz, A. Żeglińska (red.), Warszawa 2016,
- „Dokumentacja wojskowego wymiaru sprawiedliwości jako źródło do badań nad historią aparatu represji”, publikacja internetowa Instytutu Pamięci Narodowej
- Od Służby Bezpieczeństwa do Urzędu Ochrony Państwa, „Dzieje Najnowsze”, r. XLVIII, nr 1/2016,
- „Leśkiewicz: Teczki specjalnej troski”, Rzeczpospolita 29.10.2015
- Historia emocjami pisana, „Rzeczpospolita”, nr 53, 4 III 2016 r.,
- Retusz na sztandarze, „Historia do Rzeczy”, nr 6 (40)/2016, s. 44–45.,
- Wpływ komputeryzacji na funkcjonowanie Archiwum Instytutu Pamięci Narodowej [w:] Standaryzacja opisu archiwalnego, red. J. Bednarek, P. Perzyna, Warszawa – Łódź 2016, s. 111–130,
- Prawo w służbie bezprawia, „w Sieci Historii” nr 3 (46)/2017, s. 40–42,
- Informatyka w służbie bezpieki, „w Sieci Historii” nr 5 (48)/2017, s. 58–61,
- Rola i znaczenie IPN w systemie bezpieczeństwa RP [w:] Kontrwywiad II RP (1914) 1918–1945 (1948), t. 4, red. A. Przyborowska, Wyd. ABW, Warszawa 2017, s. 377–385.
- Problemy opisu archiwaliów w systemie Cyfrowe Archiwum Instytutu Pamięci Narodowej [w:] Problemy archiwalnego opisu informacyjnego, Symposia Archivistica, t. 4, red. W. Chorążyczewski i A. Rosa, Warszawa 2017, s. 61–70,
- Historyk (z) IPN, Archiwista (z) IPN – stygmat czy powód do dumy? [w:] Archiwa, Historia, Pamięć. Bilans 15 lat działalności archiwalnej Instytutu Pamięci Narodowej, red. J. Bednarek, R. Leśkiewicz, P. Perzyna, Łódź – Warszawa 2018, s. 247–254,
- Potencjał militarny Korei Północnej, „w Sieci Historii”, nr 4(71)/2019, s. 20–21,
- Archiwalia polskich instytucji zagranicznych w zasobie Instytutu Pamięci Narodowej [w:] Archiwalia do dziejów polskiej emigracji politycznej z lat 1939 – 1990, red. S. Łukasiewicz i M. Olczak, Warszawa 2018, s. 290–301,
- Kartoteki operacyjne Oddziału II Sztabu Głównego WP oraz kontrwywiadu i wywiadu Armii Krajowej w zasobie archiwalnym IPN jako źródło do badań aktywności polskich służb specjalnych [w:] Kontrwywiad II RP (1914) 1918–1945 (1948), t. V, cz. 1, Warszawa 2018, s. 171–182,
- Archiwa i kolekcje prywatne w zasobie Instytutu Pamięci Narodowej, [w:] Archeion, t. CXIX, Warszawa 2018, s. 201–216,
- Bezprawie w imieniu komunistycznego prawa, dodatek historyczny do Gazety Polskiej, 5 VI 2019 r., s. 73,
- Model architektury archiwalnego systemu informatycznego [w:] Problemy archiwalnych systemów informatycznych, Symposia Archivistica, t. V, red. J. Bednarek, P. Perzyna, Warszawa-Łódź 2019, s. 41-56.
- Szef Archiwum Instytutu Pamięci Narodowej [w:] W służbie dla prawdy. Prace historyczne dedykowane Zbigniewowi Nawrockiemu (1959–2017), red. T. Balbus, J. Bednarek, Warszawa 2019, s. 55–62,
- Prawo w służbie bezprawia. Działania komunistycznego sądownictwa wojskowego wobec żołnierzy podziemia antykomunistycznego, [w:] W służbie dla prawdy. Prace historyczne dedykowane Zbigniewowi Nawrockiemu (1959–2017), red. T. Balbus, J. Bednarek, Warszawa 2019, s. 335–346,
- Przykłady rozpracowań współpracowników i pracowników SRI nr VII w Poznaniu przez wojewódzkie struktury organów bezpieczeństwa państwa, [w:] Kontrwywiad II RP (1914) - 1945 (1948), Biblioteka Przeglądu Bezpieczeństwa Wewnętrznego ABW, t. VI, red. J. Biernacki, B. Kubisz, Warszawa 2019 s. 189-202,
- Najmłodsze cyfrowe dziecko IPN, [w:] Tygodnik Solidarność, nr 1 (1617)/2020, 3 stycznia 2020, s. 58–59,
- Cyfrowa aktywność Instytutu Pamięci Narodowej we wspieraniu polityki historycznej. Wybrane przykłady [w:] Rocznik Antropologii Historii, 2019 (IX) 12, s. 29–46,
- The background of the opening of the Polish intelligence archives, The International Journal of Intelligence, Security, and Public Affairs  [dostęp 22.10.2020],
- Kilka uwag na temat metadanych w archiwalnych systemach informatycznych, [w:] Symposia Archivistica, t. VI, red. Anna Żeglińska, Mariusz Żuławnik, Warszawa 2020, s. 69–80,
- Ustalenia w tle. Przeobrażenia aparatu bezpieczeństwa w służby specjalne państwa demokratycznego (1988-1990), [w:] Między PRL a III RP (1989 - 1990). Legalizm czy kontynuacja?, red. P. Pleskot, Warszawa 2020, s. 279–292,
- Młodzieżowe organizacje konspiracyjne w Poznaniu w latach 1945–1956 jako przykład miejskich działań antykomunistycznych, [w:] Młodzieżowy opór antykomunistyczny w Polsce po II wojnie światowej, red. P. Wąs, Łódź–Warszawa 2020, s. 49–67,
- Kara śmierci za udzielenie noclegu. Historia Władysława Rachela, sołtysa wsi Sucharzewo [w:] Nasz Dziennik. Dodatek historyczny IPN. Bezimienni bohaterowie, 1 III 2021 r., s. II,
- Co się działo przed 6 kwietnia? [w:] Gazeta Policyjna, nr 4 (4)/2021, s. 12–13,
- Wirtualna przygoda z historią najnowszą, Kurier Lubelski, 10.08.2021,
- Historia jedna, opinii wiele, Rzeczpospolita, 14.09.2021 r. nr 214, s. A9.